# Discografia de Rebeldes
A discografia de Rebeldes, um grupo musical brasileiro surgido em decorrência da telenovela Rebelde, produzida pela Record, consiste em dois álbuns de estúdio, um álbum ao vivo, um álbum de vídeo, cinco singles e três vídeos musicais. 
Em setembro de 2011, lançaram o seu álbum de estreia autointitulado Rebeldes, através da gravadora EMI Music em parceria com a Record Entretenimento. O álbum estreou na terceira posição na Top Álbuns Brasil e ficou em 12.ª posição na lista dos álbuns mais vendidos no Brasil em 2011, além de ter sido certificado com disco de platina pela Pro-Música Brasil (PMB) e ter atingido a marca de 120 mil cópias vendidas no Brasil. Em abril de 2012, o grupo lançou seu único álbum ao vivo e de vídeo, Rebeldes: Ao Vivo, e dois meses depois receberam certificação de ouro e de platina por terem atingido a marca de 40 mil e 50 mil cópias vendidas, respectivamente, chegando a vender 140 mil cópias em conjunto. O segundo e último álbum de estúdio do grupo, Meu Jeito, Seu Jeito, foi lançado em dezembro de 2012. O grupo vendeu mais de 200 mil discos em território brasileiro.

## Álbuns

### Álbuns de estúdio
| Rebeldes                                                                               | - Lançamento: 30 de setembro de 2011 - Formato(s): CD, download digital, streaming - Gravadora(s): EMI, Record Entretenimento | 3 | - : 120.000 | - PMB: Platina |
| Meu Jeito, Seu Jeito                                                                   | - Lançamento: 7 de dezembro de 2012 - Formato(s): CD, download digital, streaming - Gravadora(s): EMI, Record Entretenimento  | — |             |                |
| "—" denota álbuns que não entraram nas paradas musicais ou não foram lançados no país. | |   |             |                |

### Álbuns ao vivo
| Álbum             | Detalhes | Vendas     | Certificações |
| ----------------- | --- | ---------- | ------------- |
| Rebeldes: Ao Vivo | - Lançamento: 5 de abril de 2012 - Formato(s): CD, download digital, streaming - Gravadora(s): EMI, Record Entretenimento | - : 40.000 | - PMB: Ouro   |

### Álbuns de vídeo
| Álbum             | Detalhes                                                                                                 | Melhor posição | Vendas     | Certificações  |
| Álbum             | Detalhes                                                                                                 | BRA            | Vendas     | Certificações  |
| ----------------- | --- | -------------- | ---------- | -------------- |
| Rebeldes: Ao Vivo | - Lançamento: 5 de abril de 2012 - Formato(s): DVD, streaming - Gravadora(s): EMI, Record Entretenimento | 8              | - : 50.000 | - PMB: Platina |

## Singles
| Canção                                                                                  | Ano  | Melhor posição | Melhor posição | Álbum                |
| Canção                                                                                  | Ano  | BRA            | BRA Pop        | Álbum                |
| --------------------------------------------------------------------------------------- | ---- | -------------- | -------------- | -------------------- |
| "Do Jeito Que Eu Sou"                                                                   | 2011 | 46             | 17             | Rebeldes             |
| "Nada Pode Nos Parar"                                                                   | 2012 | —              | —              | Rebeldes: Ao Vivo    |
| "Depois da Chuva"                                                                       | 2012 | —              | —              | Rebeldes             |
| "Liberdade Consciente"                                                                  | 2012 | —              | —              | Meu Jeito, Seu Jeito |
| "Meu Jeito, Seu Jeito"                                                                  | 2012 | —              | —              | Meu Jeito, Seu Jeito |
| "—" denota canções que não entraram nas paradas musicais ou não foram lançadas no país. |      |                |                |                      |

## Vídeos musicais
| Canção                      | Ano  | Diretor          | Ref.   |
| --------------------------- | ---- | ---------------- | ------ |
| "Do Jeito Que Eu Sou"       | 2011 | Mauricio Eça     | [ 14 ] |
| "Nada Pode Nos Parar"       | 2012 | Anselmo Troncoso | [ 11 ] |
| "Depois da Chuva" (ao vivo) | 2012 | Anselmo Troncoso | [ 15 ] |